# Konstitutionelle Ökonomie
Konstitutionelle Ökonomie ist ein Forschungsprogramm zur Untersuchung des Zusammenhangs von Ökonomie und Konstitutionalismus und  wird oft als „ökonomische Analyse des Verfassungsrechts“ beschrieben.
Sie versucht die Auswahl von verfassungsrechtlichen Vorschriften zu erklären, die für eine „Einschränkung der Wahlmöglichkeiten und die Tätigkeit der wirtschaftlichen und politischen Einrichtungen“ bestimmt sind. Dies unterscheidet sich vom Ansatz der traditionellen Ökonomie.
Sie untersucht auch, wie gut die wirtschaftlichen Entscheidungen des Staates mit den bestehenden verfassungsrechtlichen wirtschaftlichen Rechten seiner Bürger übereinstimmen.
Eine angemessene Verteilung der wirtschaftlichen und finanziellen Ressourcen des Staates ist ein großes Problem für jede Nation. Hier soll die Konstitutionelle Ökonomie helfen, einen rechtlichen Lösungsmechanismus zu finden.

## Genese des Begriffes
Der Begriff der „konstitutionellen Ökonomie“ (im heutigen Deutschland besser als „Neue Politische Ökonomie“ bekannt) entstand im Jahre 1982 durch den amerikanischen Wirtschaftswissenschaftler Richard McKenzie. Später wurde die Bezeichnung von einem anderen amerikanischen Ökonomen – James M. Buchanan – als der Name einer neuen akademischen Teildisziplin benutzt. Es war die Arbeit an dieser Subdisziplin, die Buchanan im Jahr 1986 den Nobelpreis (für Wirtschaftswissenschaften) für seine „Entwicklung der vertraglichen und verfassungsrechtlichen Grundlagen für die Theorie der wirtschaftlichen und politischen Entscheidungsprozesse“ einbrachte.
Buchanan lehnt jede organische Auffassung des Staates als „die überlegende in der Weisheit die Bürger dieses Staates“ ab. Diese philosophische Position bildet die Grundlage der konstitutionellen Ökonomie. Buchanan glaubt, dass jede Verfassung für mehrere Generationen von Bürgern geschaffen ist. Sie muss daher in der Lage sein, das Interesse des Staates, der Gesellschaft und jedes einzelnen Bürger ins Gleichgewicht zu bringen.
Es gibt eine wichtige Stellungnahme von Ludwig Van den Hauwe, dass konstitutionelle Ökonomie als die moderne „Wissenschaft der Gesetzgebung“ angesehen werden könne.
Das ständig wachsende öffentliche Interesse an der konstitutionellen Ökonomie hat zur Gründung mehrerer wissenschaftlicher Zeitschriften geführt, wie zum Beispiel „Constitutional Political Economy“ (gegründet 1990).

## Richterliche Auslegung
Der amerikanische Richter Richard Posner betont die wichtige Rolle der Landesverfassung in der wirtschaftlichen Entwicklung. Er behauptet, dass ein „wirksamer Schutz der grundlegenden wirtschaftlichen Rechte das Wirtschaftswachstum fördern können.“
Das Oberste Gericht Indiens hat in mehreren Fällen eine praktische Auslegung der indischen Verfassung um das öffentliche Interesse zum Schutz der ärmsten und am meisten unterdrückten Bevölkerungsgruppen benutzt. Dies ist ein gutes Beispiel der Nutzanwendung der Methodik der konstitutionellen Ökonomie.

## Bedeutung für Übergangs- und Entwicklungsländer
In der englischen Sprache bezieht sich das Wort „Verfassung“ neben der Bedeutung „Grundgesetz“ oft auf die Menge von grundlegenden Prinzipien, die eine kommerzielle, religiöse oder öffentliche Organisation regieren. Dieses breitere Verständnis ist charakteristisch für die westliche Schule der konstitutionellen Ökonomie. Abweichend davon konzentriert sich die russische Schule der konstitutionellen Ökonomie, die um die Wende des Millenniums entwickelt wurde, ausschließlich auf das Konzept der Landesverfassung. Das russische Modell der konstitutionellen Ökonomie versucht die konstitutionellen wirtschaftlichen Rechte der Bürger und die Wirtschaftspolitik des Staates zusammenzubringen. Im Jahr 2006 hat die Russische Akademie der Wissenschaften konstitutionelle Ökonomie offiziell als eine eigenständige akademische Sub-Disziplin anerkannt.
Angemessene Verteilung des Nationalreichtums ist das Hauptthema der konstitutionellen Ökonomie. Viele Länder mit umbauenden oder sich entwickelnden Wirtschaftssystemen behandeln ihre Verfassungen nur als abstrakte juristische Dokumente, die nichts gemein mit der tatsächlichen Wirtschaftspolitik des Staates haben könnten. Drei Viertel aller unabhängigen Staaten leben immer noch unter nahezu absoluter staatlicher Kontrolle der Wirtschaft. Weder die Zivilgesellschaft noch einzelne Bürger in diesen Staaten haben Einfluss auf  Entscheidungen über die Verteilung des Nationalreichtums. Deswegen ist konstitutionelle Ökonomie besonders wichtig für die Länder, deren politische und wirtschaftliche Systeme im Umbruch sind und in denen der Staat nur selten (wenn überhaupt) die verfassungsrechtlichen wirtschaftlichen Rechte der Bürger respektiert.